# Jeremy Francis Gilmer

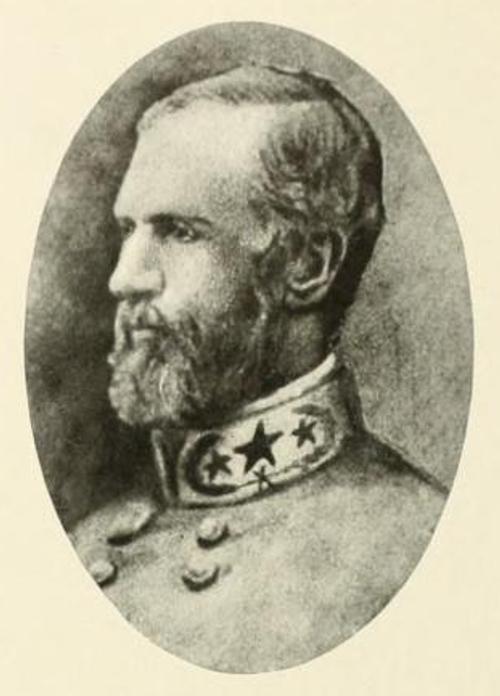
Jeremy Francis Gilmer

Jeremy Francis Gilmer (* 23. Februar 1818 im Guilford County, North Carolina; † 1. Dezember 1883 in Savannah, Georgia) war Offizier des US-Heeres und ein Generalmajor der Konföderierten Staaten von Amerika im Sezessionskrieg.

## Leben
Gilmer beendete 1839 erfolgreich als vierter seines Jahrgangs sein Studium an der Militärakademie in West Point, New York. Jahrgangskamerad war u. a. der spätere Oberbefehlshaber des US-Heeres Henry Wager Halleck. Gilmer diente ab Juli desselben Jahres als Leutnant im United States Army Corps of Engineers. In den folgenden Jahren bestand seine Hauptaufgabe in der Planung und dem Entwurf von Befestigungsanlagen entlang der Küste Georgias und Floridas.
1861, bei Ausbruch des Bürgerkriegs, quittierte er, im Rang eines Major, den Dienst, bot seine Dienste den Konföderierten an und wurde wenige Tage darauf als Major zum leitenden Pionieroffizier im Stab von General Albert S. Johnston, mit dem er am 6. April 1862 auch an der Schlacht von Shiloh teilnahm und mehrfach verwundet wurde. Nach seiner Genesung ernannte man Gilmer im August 1862 zum leitenden Pionieroffizier des Wehrbereichs Norg-Virginia in Richmond, Virginia. Im August 1863 wurde Gilmer zum Generalmajor befördert. Sein erster Auftrag war die Koordination der Verteidigungsanlagen der Stadt Charleston, South Carolina. Im Juni 1864 kehrte er nach Richmond zurück und war bis Kriegsende erneut leitender Pionieroffizier des Wehrbereichs.
Nach Kriegsende wurde Gilmer Direktor der Georgia Central Railroad und später Präsident der Savannah Gas-Light. Er war verheiratet mit Louisa Fredericka Alexander Gilmer und hatte eine Tochter. Sein älterer Bruder John saß als Politiker für North Carolina im US-Repräsentantenhaus und im konföderierten Kongress.
Für Historiker sind seine erhalten gebliebenen Aufzeichnungen von Forts entlang der Ostküste und über 150 Landkarten und Vermessungsdaten aus den Zeiten des Bürgerkriegs auch heute noch von Interesse.